# Azarja
Azarja (hebr.: עזריה) – moszaw położony w samorządzie regionu Gezer, w Dystrykcie Centralnym, w Izraelu.

## Historia
Moszaw został założony w 1949.

## Gospodarka
Gospodarka moszawu opiera się na intensywnym rolnictwie.